# Márcio Miranda Freitas Rocha da Silva
Márcio Miranda Freitas Rocha da Silva (n. 20 martie 1981) este un fotbalist brazilian.

## Statistici
| Brazilia | Brazilia | Brazilia |
| An       | Meciuri  | Goluri   |
| -------- | -------- | -------- |
| 2005     | 1        | 0        |
| Total    | 1        | 0        |